# Kritika Lin Piaa a Konfucia

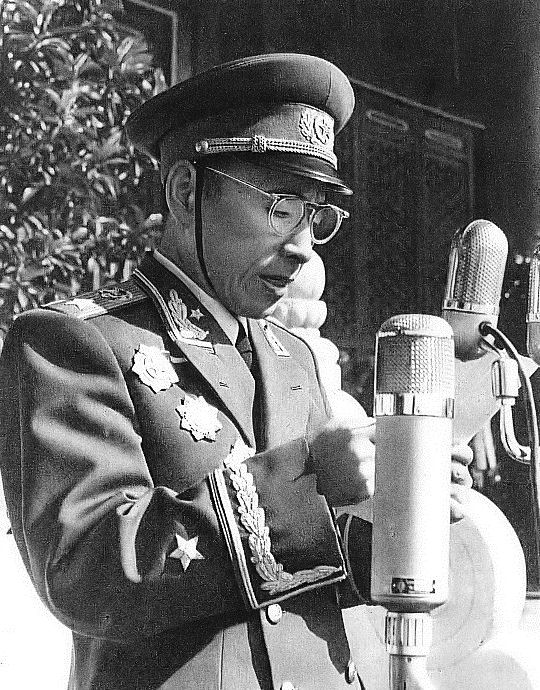
Lin Piao na vojenské přehlídce k 10. výročí založení Čínské lidové republiky

Kritika Lin Piaa a Konfucia (zjednodušené znaky: 批林批孔运动; tradiční znaky: 批林批孔運動; pinyin: pī Lín pī Kǒng yùndòng) byla politická kampaň, jedna z ideologických kampaní před Maovou smrtí, která se započala roku 1973 a jejímž jediným cílem byl boj o moc.

## Historické souvislosti
Související události začaly v létě 1970 v čínském Lu Shan na zasedání pléna ÚV KSČ. Na tomto zasedání došlo k spiknutí Lin Piaa s Čchen Po-ta a dalšími za účelem zavraždění Mao Ce-tunga. Lin Piao byl v této době Maem pouze napomenut, nikoliv potrestán. V následujícím roce 1971 se Čína připravovala na oslavy založení vzniku ČLR 1. října. V polovině září však byly všechny přípravy bez vysvětlení zrušeny. Souvislost to mělo také s Lin Piaem, který se dlouho neukázal na veřejnosti. Byly provedeny změny na vyšších pozicích strany. Až po 2 letech byla zveřejněna oficiální verze události. Na zasedání v Lushanu se Lin Piao dozvěděl, že tehdejší americký prezident Nixon chce vyslat osobního poradce do Číny. V tomto činu shledal Lin Piao ohrožení jeho pozice, a tak se rozhodl, že pro jeho záchranu a také záchranu ČLR bude nejlepším řešením zabít Mao Ce-tunga a chopit se moci. O plánu Lin Piaa věděl také Čchen Po-ta, vysoce postavení představitelé armády a jeho rodina. Spiknutí společně pojmenovali Plán 571. Plán měl začít útokem na vlak, ve kterém se nacházel Mao Ce-tung, nikdy se však neuskutečnil, jelikož byl plán vyzrazen samotnou manželkou Lin Piaa. Lin Piao vzal svou rodinu a chystal se k odletu z Číny. Průběh následujících událostí je již pouze spekulace. První verze tvrdí, že v letadle došlo k přestřelce a díky ní letadlo havarovalo. Druhá zase, že Mao nechal letadlo sestřelit. Poslední verzí je, že Maovi navrhovali letadlo sestřelit, on však řekl, ať je nechají klidně odletět, letadlo pak nejspíše havarovalo z technických důvodů. Pravdou zůstává, že letadlo havarovalo nad severním Mongolskem a Lin Piao mířil se svou rodinou do SSSR, kde se chtěla společně s nimi zachránit. Z budoucího vůdce čínského národa se stal zrádce.
Po zmizení Lin Piaa se ukázalo, že ve vedení strany jsou stále boje o moc. Mao Ce-tung si byl vědom špatné stránky Kulturní revoluce, ale na druhé straně byl přesvědčen o její nutnosti. V roce 1972 se situace v Číně zklidnila. Snažili se o kvalitní výrobu a byl kladen důraz na pracovní disciplínu. Dalším krokem bylo rozhodnutí Státní rady k původnímu přijímání na vysoké školy, kde se kladl důraz na předpoklady jedinců ke studiu, nikoliv na politické aktivity jedinců. Následujícího roku 1973 proběhla rehabilitace starých kádrů, včetně Teng Siao-pchinga. V této době Mao těžce onemocněl a s ním také Čou En-laj. Čína kladla odpor ke kultu Maa. Byla těžce poznamenaná kulturní revolucí a střídaly se zde jedna kampaň za druhou. V čele kampaní byl oficiálně stále Mao Ce-tung, nicméně ve skutečnosti probíhal vnitropolitický boj mezi tzv. Bandou čtyř v čele s Ťiang Čching a politiků, kteří si byli vědomi toho, že je velmi důležité se místo kampaní vrátit zpět k normálnímu životu. Ťiang Čching v roce 1973 zahájila kampaň s názvem Kritika Lin Piaa a Konfucia. V této kampani však nešlo ani o Lin Piaa, ani o Konfucia. Mao tuto kampaň podpořil, jelikož tvrdil, že se Čína příliš odchýlila od idejí Kulturní revoluce. Byl přesvědčen, že je zde paralela mezi Kulturní revoluci a školou legistů, která zastávala despotický systém, který však zajistil stabilní vládu. Na rozdíl od protipólu zastánců konfucianismu, díky kterým se země nemohla vyvíjet a nebyla v souladu modernizace společnosti. V kontextu Maovi doby byli těmito přívrženci Konfucia Lin Piao a Čou En-laj. Lin Piao byl v této době již mrtvý a jediný nepotrestaný kritik Kulturní revoluce byl Čou En-laj. Mao se znažil o jeho kritiku a sesazení z jeho funkce. Čou En-laj byl nucen pronášet sebekritiku. Především za to mohla jeho stoupající popularita na úkor Maa, když se snažil posílit diplomatické vztahy s USA a proběhla v roce 1972 první návštěva amerického prezidenta Nixona. Byl podepsán důležitý dokument tzv. Šanghajské komuniké, jež mělo normalizovat vztahy mezi Čínou a USA. I přes všechen sled událostí byl Čou En-laj důležitým v otázce zahraniční politiky, ve které se angažoval společně s Teng Siao-pchingem, tudíž zůstal nepostižen.
Na jaře 1974 kampaň vyústila v zavírání škol, některých podniků a začaly masové demonstrace. Aktéry demonstrace byli dělníci, kteří se sjednotili pod heslem „jít proti proudu.“ V průmyslu hrozila anarchie, jelikož vedoucí sami odcházeli ze svých pracovních pozic.
V červnu roku 1974 začalo vedení vybízet demonstranty, aby založili tzv. teoretické oddíly, které by revoluci vrátili zpět pouze na úroveň diskuzí, jelikož vliv demonstrací na průmysl byl nežádoucí. V Lidovém deníku bylo roku 1974 uveřejněn článek, kde se snažili tuto kampaň objasnit. Článek uvedl, že je třeba bojovat proti odmítání Kulturní revoluce. Je důležitá kritika cesty k socialismu. Další článek v Šanghajském lidovém deníku z roku 1974 konstatoval, že nové kádry společnosti mají odvahu bojovat a nastolit jisté změny, ale neprojevilo by se to pozitivně ve vedení státu, kdyby se tito lidé dostali do vedoucích funkcí. Dle KS Číny neoplývaly disciplínou, a tudíž by byly těžko kontrolovatelné. Na tuto situaci tedy vedení KS Číny reagovalo touto kampaní, aby tyto snahy potlačila. Kampaň skončila, aniž by zanechala výsledky.